# Пасхальный голубь
Пасхальный голубь (итал. Colomba di Pasqua, Коломба ди Паскуа) — разновидность итальянского пасхального кулича.
Тесто для этого пирога готовится почти так же, как для рождественского кекса панеттоне — из муки, яиц, сахара, сливочного масла и натуральных дрожжей; в отличие от панеттоне, он обычно содержит апельсиновые цукаты, но не содержит изюма. Перед выпеканием тесту придают форму, имеющую определённое сходство с голубем, и посыпают миндальными лепестками и жемчужным сахаром.

## История
Массовое производство кекса «коломба ди паскуа» имеет почти столетнюю историю, а его начало связано с именем миланского предпринимателя Дино Виллани, чья компания к тому времени уже была известна своими рождественскими кексами-панеттоне. Пасхальные кексы «коломба» начали производиться его компанией в 1930-х годах, а уже в 1940-х их стали производить и конкуренты. С тех пор блюдо стало широко распространено на севере Италии, в Ломбардии, тогда как на юге Италии, в Неаполе, свои позиции доныне прочно удерживает традиционный пасхальный пирог пастьера.
Несмотря на позднее начало массового производства, в Италии ходят легенды, что кекс имеет куда более древнюю историю. Так, вспоминают, что королю лангобардов (в честь этого варварского германского племени «лангобарди» — «длиннобородых» получила своё название Ломбардия) Альбоину во время осады Павии (середина VI века) поднесли в знак мира хлеб в виде голубя. Существует легенда и о том, что святой Колумбан, не желая есть скоромное в постный день, взмахом руки превратил настоящих жареных голубей в хлеба на пиру у лангобардской королевы Теоделинды (приблизительно 612 год).
Как бы там ни было, сегодня кекс стал одним из символов праздника Пасхи в северной части Италии.